# Ålandsbatoliten

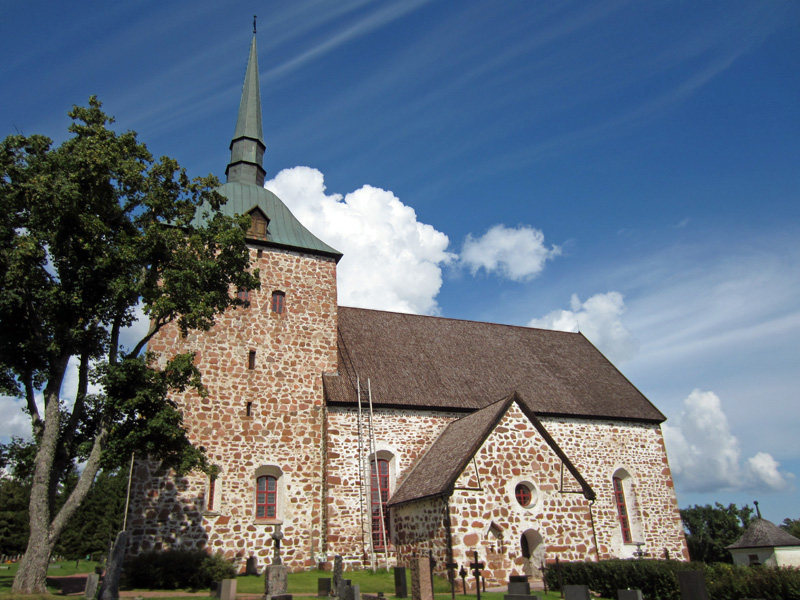
Sunds kyrka, Åland från 1200-talet i lokal rapakivigranit

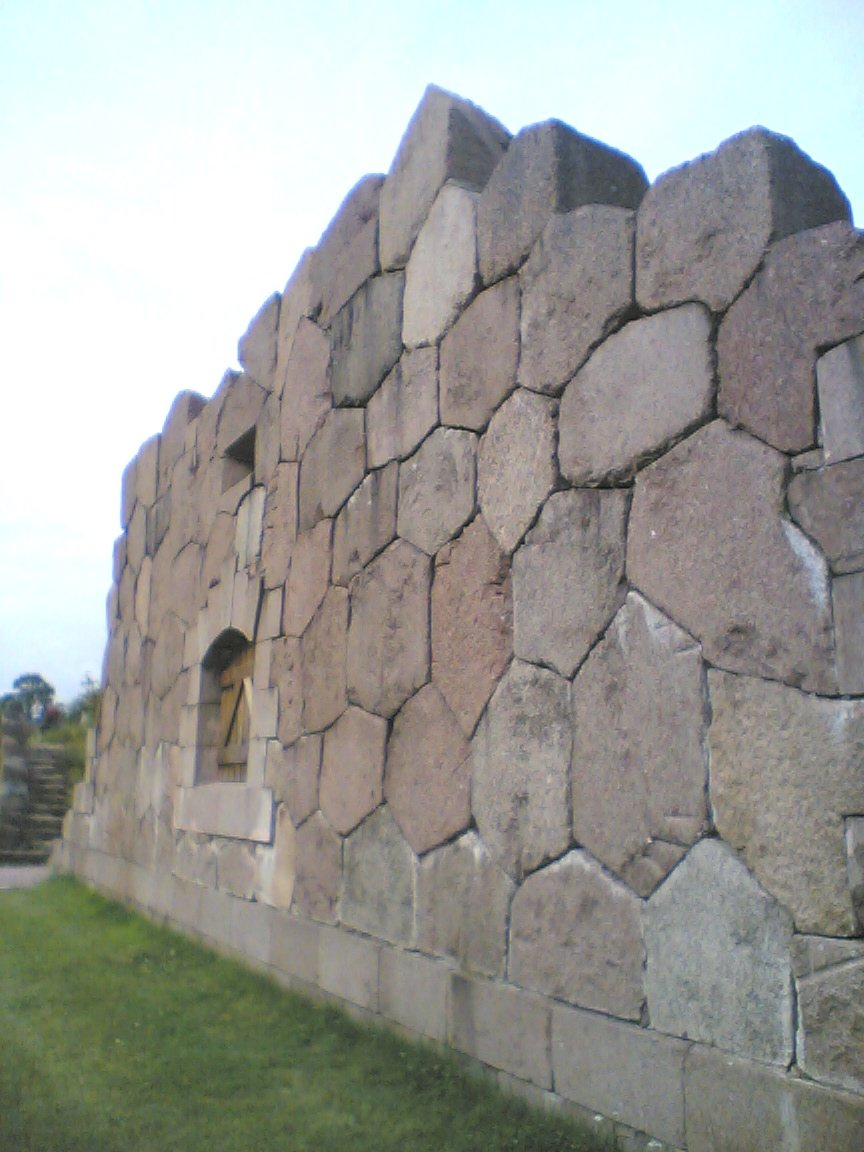
Röd rapakivigranit i Bomarsunds fästning

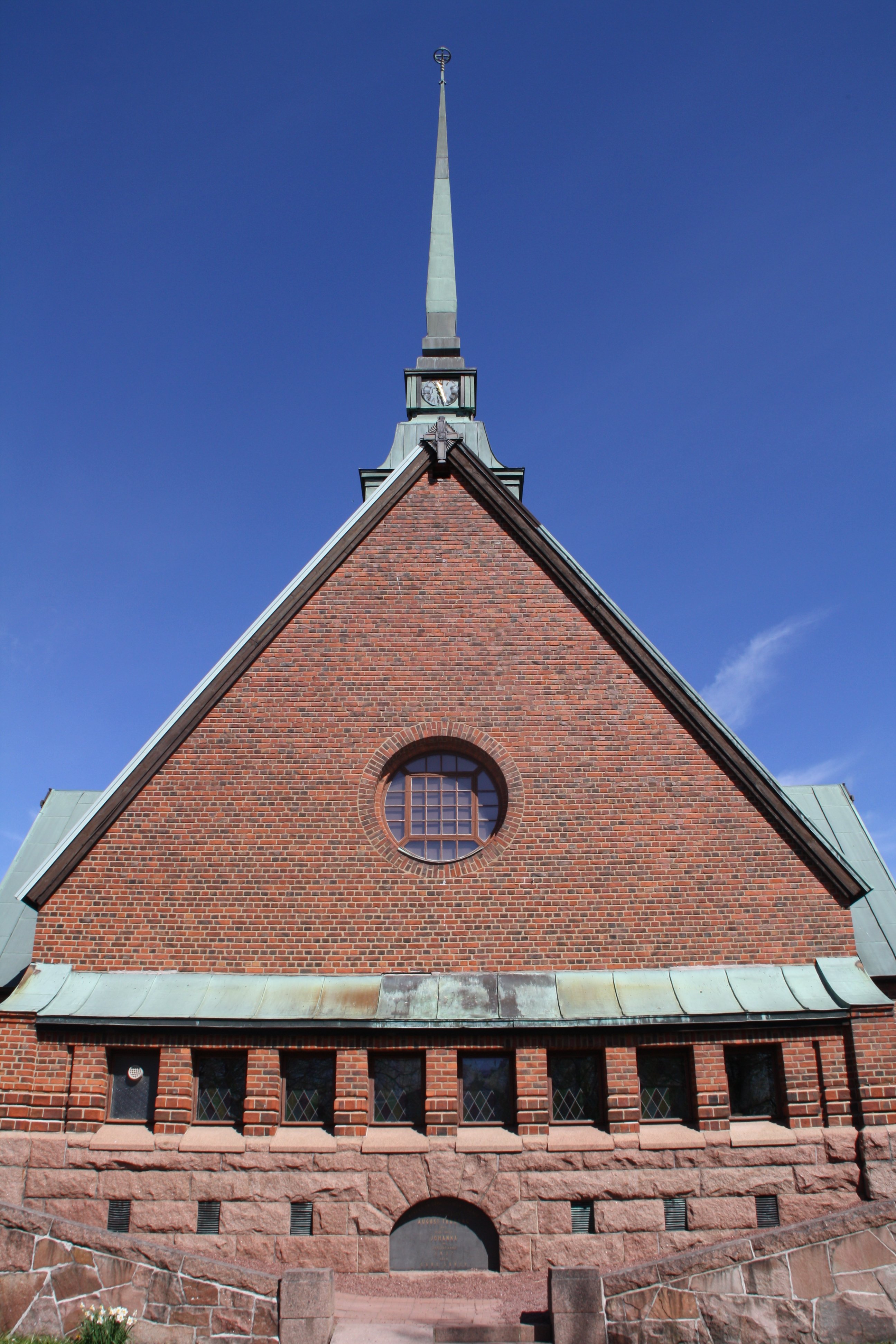
Röd rapakivi i nederdelen av Sankt Görans kyrka i Mariehamn

Ålandsbatoliten utgör huvuddelen av berggrunden i den åländska ögruppen. Den består av röd och brun granit av typ rapakivi, som är 1.576–1.568 miljoner år gammal. Dessa graniter har skjutit upp genom en solid äldre jordskorpa genom sprickor och håligheter. De har format en stor batolit med några mer ytliga intrusioner. 
Ålands rapakivibatolit består av flera olika granitvarianter. Grovkorniga viborgiter och pyterliter finns huvudsakligen längs nordöstra delen av centrala Åland (Vårdö, Saltvik, Sund). Finkorniga granitvarianter och porfyr dominerar de sydvästra delarna av ögruppen.

## Stenbrytning

### Kökar
På ön Kökar i sydväst bryts kökargranit med mellanstora korn, en röd rapakivigranit med grönaktiga nyanser. Kökargraniten har brutits på Håkosnäs söder om byn Karlby på Kökarön och på de mindre öarna Husö med Idö och Brändholm, Lindö och Utterskär. Som varumärken har bland annat använts "Bothnia Red" under första hälften av 1900-talet, "Archipelago Salmon" under 1990-talet och senare "Kökar".

### Kumlinge
Kumlingegraniten är grå och homogen och har mellanstora korn. Från 1908 har Ab Granit exporterat den under handelsnamnet Kinghall Grey. 
Fundamenten till Borodinobron i Moskva från 1915, beledsagade av två rader med stora pelare är av kumlingegranit. Finska Stenindustri Ab slutade bryta den vid mitten av 1930-talet.

### Svartsmara
Den finkorniga rapakivin i Finström i Svartsmara mitt på den centrala Ålandsön användes till en början för gatsten i Mariehamn och husgrunder. Den bröts åter under en period från 1990-talet av ett lokalt åländskt stenföretag, och marknadsförs som "Archipelago Red".

## Bildgalleri

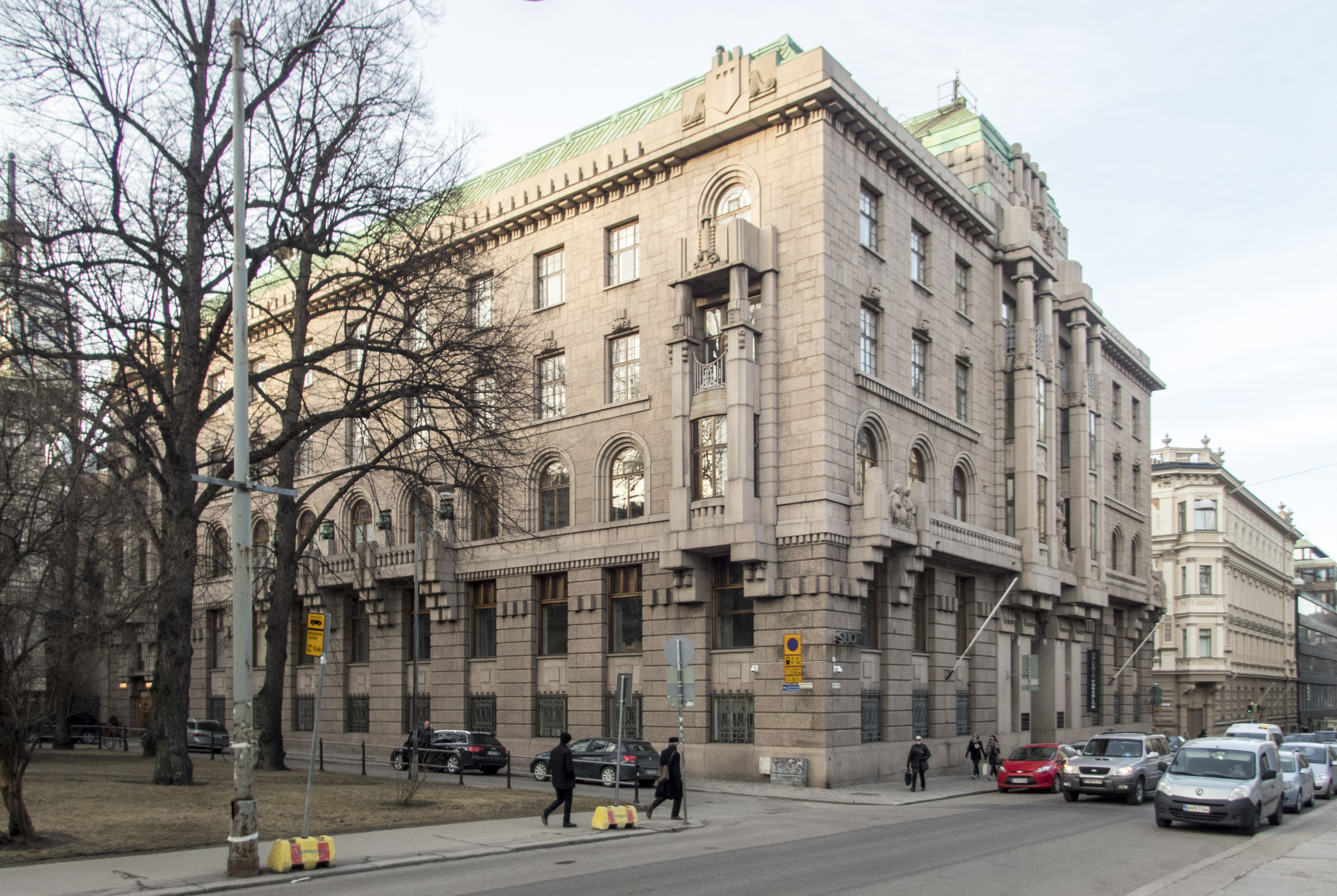
Försäkringsbolaget Suomis hus på Lönnrotsgatan i Helsingfors, i kökargranit
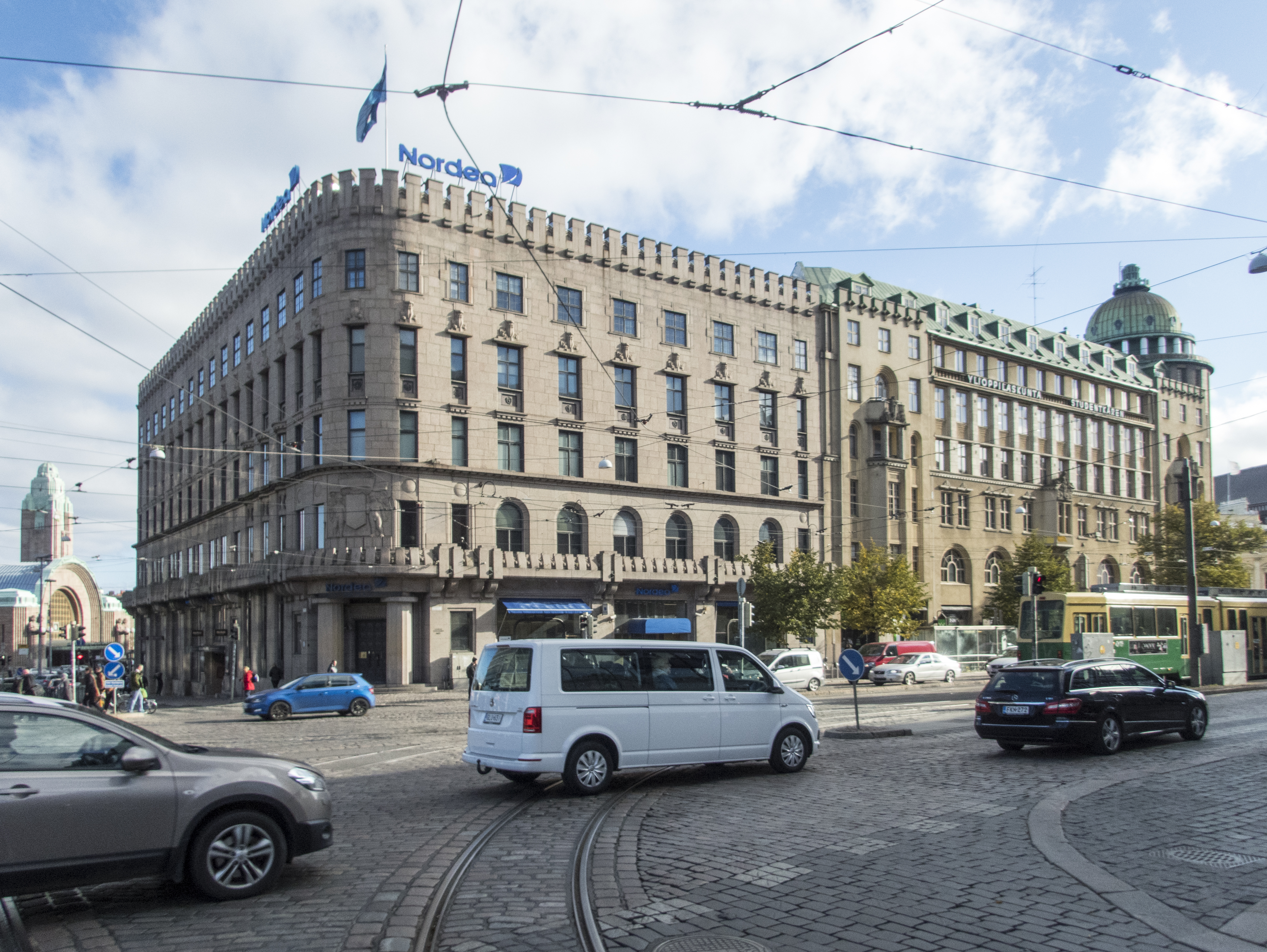
Försäkringsbolaget Kalevas hus på Mannerheimvägen i Helsingfors, i kökargranit